# Sam Treiman
Sam Bard Treiman (né le 27 mai 1925 – mort le 30 novembre 1999) est un physicien théoricien américain spécialisé dans l'étude des rayons cosmiques, de la mécanique quantique, de l'état plasma et de la gravitation. Il a fait des contributions significatives dans la compréhension de l'interaction faible et a travaillé, avec ses étudiants, au développement du modèle standard de la physique des particules. Professeur de physique à l'université de Princeton, il a été membre de l'Académie nationale des sciences ainsi que du comité JASON. Il a étudié sous la direction, notamment, d'Enrico Fermi et de John Alexander Simpson Jr..

## Biographie
Les parents de Treiman, Abraham et Sarah, sont des immigrants juifs d'Europe de l'Est qui se sont établis à Chicago. Il a un frère, Oscar, de six ans son aîné. 
Sam Treiman fréquente l'école publique. Après la fin de son secondaire, il intègre l'université Northwestern. Après deux ans, il rejoint la Navy et, au cours de la dernière année de la guerre, est posté aux Philippines.
Après la guerre, il fréquente l'université de Chicago, où il obtient un B.S. (1949), un M.S. (1950) et un Ph.D. (1952) en physique. Son directeur de thèse est John Alexander Simpson. 
Au cours de ses études, Treiman rencontre Joan Little. Le couple aura trois enfants : Rebecca (en), Katherine et Thomas Treiman.
Sam Treiman commence à enseigner à l'université de Princeton en 1952. Il y deviendra professeur associé (1958–1963), professeur (1963–1977) et Eugen Higgins Professor of Physics (1977–1998). Il dirige des étudiants tels Steven Weinberg, Nicola Khuri (1957), Curtis Callan (1964), Stephen L. Adler (1964) et Paul Kantor.
Lors de la création du Fermilab en 1970, son fondateur, Robert R. Wilson, propose à Treiman d'en diriger la branche théorique.
Sam Treiman meurt de la leucémie le 30 novembre 1999.